# Pilot Pen Tennis 2009
Die Pilot Pen Tennis 2009 waren ein Tennisturnier der WTA Tour 2009 für Damen und ein Tennisturnier der ATP World Tour 2009 für Herren in New Haven, welches vom 21. bis 29. August 2009 stattfand.

## Herrenturnier
→ Qualifikation: Pilot Pen Tennis 2009/Herren/Qualifikation

## Damenturnier
→ Qualifikation: Pilot Pen Tennis 2009/Damen/Qualifikation